# Rhogeessa hussoni
Rhogeessa hussoni é uma espécie de morcego da família Vespertilionidae. Pode ser encontrada no sul do Suriname e no leste do Brasil.